# Derechos humanos en Colombia
Colombia, país de América del Sur, forma de las Naciones Unidas desde el 5 de noviembre de 1945 y de varios acuerdos sobre la materia como la Declaración Universal de los Derechos Humanos. En su Constitución vigente desde 1991 se denomina como un Estado social de derecho. La organización, HRW, cree que, en el 2007 Colombia era uno de los países donde más se violaban los derechos humanos en el hemisferio (lo mismo se ha dicho sobre Guatemala en 1998, Cuba en 2012, y Venezuela en 2020).  En Colombia, estas violaciones se han realizado durante el actual conflicto armado interno de Colombia por parte de los distintos actores armados del mismo.

## Colombia y el conflicto armado interno
El propósito de los Derechos Humanos es defender a los seres humanos de la maldad, opresión y el abuso que otros cometan en su contra. Su respeto en la cotidianidad, es un serio reto para el gobierno de Colombia y los entes internacionales encargados de velar por ellos ya que durante el conflicto armado interno de Colombia se han violado constantemente estos derechos por parte de todos los actores armados.
En 2013 un estudio cifró en 220000 las muertes causadas por el conflicto desde 1958. Sin embargo, si se suman el resto de personas que han sufrido otros crímenes de guerra, la cifra total supera los 6 millones de víctimas. Dentro de estas categorías se encuentran las personas que fueron desaparecidas, amenazadas, secuestradas, víctimas de algún acto de terrorismo, personas afectadas por el asesinato de un ser querido, víctimas de minas antipersonal, tortura, reclutamiento forzado de menores de edad y violencia sexual. Según el informe “¡Basta ya!: Colombia: memorias de guerra y dignidad” (2013) del organismo gubernamental Centro Nacional de Memoria Histórica, los grupos paramilitares son responsables del 40% de las muertes civiles, los grupos insurgentes del 25% y los agentes del Estado del 8%.
También se destaca a Colombia entre los países del mundo con el mayor número de desplazados internos. Hasta mayo de 2011 el Gobierno de Colombia ha registrado a más de 3,7 millones de desplazados internos en el país. ONG como la Consultoría para los Derechos Humanos y el Desplazamiento (CODHES) consideran que la cifra real de desplazados por el conflicto armado interno desde mediados de los años 80 supera los 5 millones de personas. El desplazamiento ha contribuido a empeorar el conflicto. Con casi 400.000 refugiados y entre 4,9 y 5,5 millones de desplazados internos en 2012, el país es protagonista del mayor drama humanitario de América Latina, según el Alto Comisionado de las Naciones Unidas para los Refugiados (ACNUR).
Se calcula que en Colombia hay sembradas unas 100 mil minas antipersonales, donde las principales víctimas son los civiles que han contribuido a aumentar las cifras de muertos o lisiados.
Entre 1988 y 2012, fueron 10.189 las víctimas de las minas antipersona de las cuales 2119 fueron muertos y 8070 lesionados. Para 2019 la cifra aumentó a 11.781 víctimas por minas antipersonal y munición sin explosionar, ha dejado heridas al 80.5 % (9484) de las víctimas y el 19.5 % (2297) personas han fallecido. El 61 % han sido miembros de la fuerza pública y el 39 % restante, corresponde a civiles.
La Oficina del Alto Comisionado para la Paz  (OACP), maneja el programa de Acción Integral Contra Minas Antipersonal (AICMA).

## Colombia y los convenios internacionales
Las Naciones Unidas establecieron dos tratados internacionales sobre derechos humanos en 1966: el Pacto Internacional de Derechos Civiles y Políticos con sus dos Protocolos Facultativos y el Pacto Internacional de Derechos Económicos, Sociales y Culturales . Estos dos tratados, junto con la Declaración Universal de Derechos Humanos, conforman la Carta Internacional de Derechos Humanos. Colombia firmó ambos tratados en 1966, y su ratificación se completó en octubre de 1969. 
En 1961, Colombia ratificó los cuatro Convenios de Ginebra de 1949 que forman la base del Derecho Internacional Humanitario y los dos protocolos adicionales de 1977 fueron ratificados en 1993 y 1995, respectivamente. Colombia ha firmado el tercer protocolo adicional de 2005 pero no lo ha ratificado todavía.
En materia de derechos humanos, respecto a la pertenencia a los siete organismos de la Carta Internacional de Derechos Humanos, que incluyen al Comité de Derechos Humanos (HRC), Colombia ha firmado o ratificado:
| Colombia | Tratados internacionales | Tratados internacionales | Tratados internacionales | Tratados internacionales | Tratados internacionales | Tratados internacionales | Tratados internacionales | Tratados internacionales | Tratados internacionales    | Tratados internacionales | Tratados internacionales | Tratados internacionales | Tratados internacionales    | Tratados internacionales    | Tratados internacionales | Tratados internacionales | Tratados internacionales    | Tratados internacionales  |
| --- | ------------------------ | ------------------------ | ------------------------ | ------------------------ | --- | ------------------------ | ------------------------ | ------------------------ | --------------------------- | ------------------------ | ------------------------ | ------------------------ | --------------------------- | --------------------------- | ------------------------ | ------------------------ | --------------------------- | ------------------------- |
| Colombia | CESCR                    | CESCR                    | CCPR                     | CCPR                     | CCPR | CERD                     | CED                      | CEDAW                    | CEDAW                       | CAT                      | CAT                      | CRC                      | CRC                         | CRC                         | CRC                      | MWC                      | CRPD                        | CRPD                      |
| Colombia | CESCR                    | CESCR-OP                 | CCPR                     | CCPR-OP1                 | CCPR-OP2-DP | CERD                     | CED                      | CEDAW                    | CEDAW-OP                    | CAT                      | CAT-OP                   | CRC                      | CRC-OP-AC                   | CRC-OP-SC                   | CRC-OP-CP                | MWC                      | CRPD                        | CRPD-OP                   |
| Pertenencia | Firmado y ratificado.    | Sin información.         | Firmado y ratificado.    | Firmado y ratificado.    | Derechos humanos en Colombia ha reconocido la competencia de recibir y procesar comunicaciones individuales por parte de los órganos competentes. | Firmado y ratificado.    | Sin información.         | Firmado y ratificado.    | Firmado pero no ratificado. | Firmado y ratificado.    | Sin información.         | Firmado y ratificado.    | Firmado pero no ratificado. | Firmado pero no ratificado. | Sin información.         | Firmado y ratificado.    | Firmado pero no ratificado. | Ni firmado ni ratificado. |
| Firmado y ratificado, firmado, pero no ratificado, ni firmado ni ratificado, sin información, ha accedido a firmar y ratificar el órgano en cuestión, pero también reconoce la competencia de recibir y procesar comunicaciones individuales por parte de los órganos competentes. |                          |                          |                          |                          | |                          |                          |                          |                             |                          |                          |                          |                             |                             |                          |                          |                             |                           |

## Marco jurídico
Colombia es un estado social de derecho según su Constitución Política actual, vigente desde 1991 en su artículo 1.
Las entidades encargadas de la defensa de los derechos humanos en Colombia por parte del Gobierno son:
- Defensoría del Pueblo de Colombia dependencia de la Procuraduría General de la Nación.
- Oficina del Alto Comisionado para la paz.[33]
- Consejería Presidencial para los Derechos Humanos y Asuntos Internacionales, creada mediante el Decreto 4100 del 2 de noviembre de 2011,[34] y reformada por el Decreto 179 de 2019.[35]

El 29 de noviembre de 1996 el Gobierno colombiano y la ONU suscribieron en Ginebra un acuerdo por el cual se estableció en el país la Oficina del Alto Comisionado de las Naciones Unidas para los Derechos Humanos. Este acuerdo se prorrogó en 2019 hasta el año 2022.

## Violaciones a los derechos humanos

### Derechos laborales
Colombia es conocido como el país más peligroso del mundo para ser sindicalista. Según la Escuela Nacional Sindical son más de cuatro décadas de violencia antisindical, registrando desde el 1 de enero de 1973 hasta el 5 de diciembre de 2019, se registraron al menos, 15.129 violaciones a la vida, libertad e integridad cometidas contra sindicalistas, entre las cuales se han documentado 3.254 homicidios, 413 atentados contra la vida, 251 desapariciones forzadas, 7.424 amenazas de muerte, 110 torturas, 692 hostigamientos  y 1.951 desplazamientos forzados. En 2019 Colombia ocupó el cuarto puesto en el informe anual en el que se conocen los peores países con derechos laborales para los trabajadores.

### Derechos legales
Si bien el derecho al debido proceso en todos los procesos legales es un derecho consignado en el artículo 29 de la constitución, los observadores de derechos humanos informan regularmente de fallas en la provisión de este y de hecho otros derechos legales. Se han presentado detenciones arbitrarias en Colombia. El Comité de Solidaridad con los Presos Políticos (CSPP) en un informe presentado en 2019 denuncia los casos de 249 personas que, en su concepto, son líderes sociales que han sido judicializados en el marco de protestas entre 2012 y 2019. También se mencionan 365 convenios de cooperación que firmó el Ministerio de Defensa con 117 empresas mineras.

### Derechos políticos
Los casos más conocidos de violación a los Derechos Humanos y Políticos en Colombia fueron cometidos por varios actores del Conflicto armado interno en Colombia:
- Liberales y conservadores durante el periodo histórico conocido como La Violencia.
- Estado Colombiano: (Genocidio de miembros de la Unión Patriótica, el Movimiento A Luchar, y excombatientes desmovilizados y líderes sociales).[43]

El exterminio ocurre entre 1984 y 1989 (aunque algunos lo extienden hasta el 2002) dejando por lo menos 4.153 víctimas asesinadas o desaparecidas, sin contar con el registro de las víctimas de otros tipos de violencia no letal. Los crímenes fueron cometidos por grupos paramilitares en complicidad con agentes del Estado, exterminando líderes (incluidos candidatos presidenciales) y militantes, también se presentaron masacres. El Centro Nacional de Memoria Histórica (CNMH) presentó un informe de este caso Todo pasó frente a nuestros ojos. El genocidio de la Unión Patriótica 1984-2002.
- FARC-EP: Atentados, masacres, secuestros y crímenes de lesa humanidad[45] se estiman en 35.683 las víctimas hasta 2013 según el informe del Centro Nacional de Memoria Histórica[46]
- ELN: Atentados, masacres, secuestros y crímenes de lesa humanidad.
- M-19:Asesinato del líder sindical José Raquel Mercado y durante la Toma del Palacio de Justicia. Y el Estado Colombiano durante la retoma del Palacio.[47]
- AUC y Cárteles de Narcotráfico: Asesinatos, masacres y crímenes de lesa humanidad contra comunidades y líderes sociales, militantes de izquierda y periodistas.

En la actualidad Colombia sigue siendo el país con más asesinatos de defensores y líderes sociales en la región: Comisión Interamericana de Derechos Humanos de la OEA (CIDH) y la Oficina de la Alta Comisionada de las Naciones Unidas para los Derechos Humanos (ONU).

### Derechos económicos
Colombia tiene una política extractivista por parte de las transnacionales mineras y petroleras (algunas con contratos con la Fuerza Pública), denunciadas por su violación a los derechos humanos y económicos de las comunidades, además presenta altos índices de desigualdad socioeconómica.

### Derechos sexuales
Entre 1988 y 2012 fueron 1754 las víctimas en casos de violencia sexual.
La Corporación Rosa Blanca (conformada por exguerrilleras en su mayoría reclutadas a la fuerza y violadas por sus jefes de las FARC-EP),reclama a la JEP que escuche a cada una de las cerca de 1.200 mujeres que aseguran haber sido violadas en la guerrilla porque consideran que cada caso es particular y merece una atención especial.

## Derechos humanos en los distintos gobiernos

### Derechos humanos en el Gobierno de Turbay (1978-1982)
"Durante el mandato de Turbay estos organismos llamados "izquierda" obtuvieron una gran conocimiento. A pesar de los triunfos militares obtenidos por las fuerzas armadas en su lucha contra las guerrillas, sus excesos valerosamente denunciados por aquellos organismos le infligieron al gobierno una grave derrota política.  Los  Foros  de Derechos Humanos  lograron  convocar  varias opiniones  y obtuvieron un notable eco nacional e internacional".
Se denunciaron violaciones a los derechos humanos por parte del estado bajo el Estatuto de Seguridad (Decreto 1923 de 1978) vigente de 1978 a 1982.
Al Ministerio Público llegaban semanalmente denuncias por torturas en unidades militares y crecían las detenciones arbitrarias, las desapariciones sigilosas o los allanamientos sin orden judicial.
En ese momento, el dirigente político del liberalismo, Luis Carlos Galán, formuló: “El Estatuto de Seguridad es simplemente una respuesta represiva a la miseria”. Además fue criticado por militares retirados como el General Puyana García, y jerarcas de la iglesia como monseñor Darío Castrillón.
A la violación de los Derechos Humanos en Colombia, diferentes organizaciones respondieron con el Primer Foro Nacional de los DDHH en marzo de 1979  presidido por el ex canciller Alfredo Vázquez Carrizosa. Amnistía Internacional hizo su primera visita a Colombia en marzo de 1980.  El organismo afirma que el Estatuto "conduce a violaciones de los derechos humanos" y recomienda levantarlo, y afirma que las condiciones en las que hicieron las detenciones "posibilitan o facilitan la tortura". Con el paso de los años, muchos de los procesos o atropellos cometidos en vigencia del Estatuto de Seguridad se convirtieron en casos de denuncia internacional o estudio jurídico.

### Derechos humanos en el Gobierno de Betancur (1982-1986)
Se presentaron violaciones a los derechos humanos por parte de los distintos actores armados del conflicto, como la Toma del Palacio de Justicia, el exterminio de la Unión Patriótica, el asesinato de civiles, la masacre de Tacueyó. Se avanzó en la búsqueda de paz con la amnistía a los presos políticos y con los diálogos con grupos como las FARC-EP (Acuerdos de La Uribe), el M-19 (Acuerdos de Corinto),el EPL y las ADO, .

### Derechos humanos en el Gobierno de Barco (1986-1990)
Se concretó la desmovilización del M-19, pero se presentaron graves violaciones a los derechos humanos debido a la continuidad de la Guerra Sucia contra los militantes de izquierda, asesinato de candidatos presidenciales y masacres, también la intensificación del narcoterrorismo. Introdujo la primera estrategia de derechos humanos.

### Derechos humanos en el Gobierno de Gaviria (1990-1994)
Se avanzó en la promulgación de la Constitución Política de 1991 que le dio a Colombia un avance legislativo y jurídico en cuanto a los derechos humanos, pero se siguieron presentando graves violaciones por parte de los distintos grupos armados del conflicto y por las fuerzas militares. La creación de la Fiscalía como órgano de investigación independiente del ejecutivo fue otro paso importante. La Unidad Nacional de Derechos Humanos se creó en 1994.
La Comisión Interamericana de Derechos Humanos rastreó casos de ejecuciones extrajudiciales desde 1978. En el informe de 1993, donde se narra el periodo que va desde 1981 hasta 1992, se ven por decenas los casos de ejecuciones extrajudiciales. En el periodo de la Guerra Sucia, el cual hace referencia a la masacre de militantes de izquierda, entre ellos los del partido de la Unión Patriótica. En dicha masacre, los miles de militantes de izquierda fueron asesinados por una alianza entre narcos, paramilitares y miembros de la Fuerza Pública colombiana.

### Derechos humanos en el Gobierno de Samper (1994-1998)
La consolidación de las Convivir,la conformación de las Autodefensas Campesinas de Córdoba y Urabá, en 1994, marcan la fortificación de los grupos paramilitares, la generalización de masacres, desapariciones forzadas, torturas y homicidios selectivos, y la complicidad de agentes del Estado con la guerra sucia. En paralelo a los diálogos con los grupos guerrilleros, a una oleada de secuestros y extorsiones por parte de estos y a la arremetida paramilitar, la sociedad protagonizó el ‘mandato por la paz’, con 10 millones de votos en las elecciones de 1997.

### Derechos humanos en el Gobierno de Pastrana (1998-2002)
Se realizan conversaciones con las FARC-EP en la denominada Zona de Distensión, se presentan violaciones a los derechos humanos por los diversos grupos armados, por las fuerzas del estado y por el narcotráfico como asesinatos, secuestros, masacres, atentados, tomas guerrilleras entre otros sucesos violentos. Se implanta el Plan Colombia, se crea el Escuadrón Móvil Antidisturbios (ESMAD) que ha sido denunciado por la violación de los derechos humanos y de víctimas mortales.

### Derechos humanos en el Gobierno de Uribe (2002-2010)
Con la intensificación del conflicto armado se presenta un aumento de violaciones a los derechos humanos. Se establecen los dos periodos presidenciales de Álvaro Uribe Vélez (2002-2006 y 2006-2010) como los años con mayor cantidad de víctimas: 3.633.840 de víctimas según el Registro Único de víctimas. Para 2017 según el Registro Único de víctimas se cuentan: 8.074.272 víctimas, 7.134.646 son casos de desplazamiento, 983.033 homicidios, 165.927 desapariciones forzadas, 10.237 torturas y 34.814 secuestros, entre otros hechos. En 2018 la cifra sube, conflicto armado colombiano ha dejado 8'708.664 víctimas, según el registro Único de Víctimas (RUV), de los cuales 2.365.997 son niños. Se presentaron casos conocidos como Falsos positivos que son ejecuciones extrajudiciales para dar resultados positivos en la guerra contra los grupos insurgentes.  Colombia entró a la Justicia Transicional con la expedición de la Ley 975 de Justicia y Paz

### Derechos humanos en el Gobierno de Santos (2010-2018)
El presidente Juan Manuel Santos logró realizar y llevar a cabo un proceso de paz que culminó con la desmovilización de las FARC-EP.  Gracias al ejercicio democrático y el esfuerzo por la finalización del conflicto, el presidente colombiano ganó el Premio Nobel de la Paz. Según los reportes de Human Right Watch, que sigue denunciando la muerte de defensores de DDHH, líderes sociales, aumento en cultivos ilícitos, explotación indiscriminada de oro y coltán y la vulneración de pueblos indígenas por las mafias del narcotráfico y los grupos al margen de la ley.

### Derechos humanos en el Gobierno de Duque (2018-2022)
Se ha denunciado la continuidad de abusos de poder, extractivismos y violación de los derechos humanos dentro del conflicto armado y por parte del estado. Se han presentado asesinatos constantes de líderes y lideresas sociales, excombatientes de las FARC-EP, así como violaciones a los Derechos Humanos en el desarrollo del paro universitario de 2018, el paro nacional de 2019,erradicación forzada de coca. En 2020 el gobierno de Duque rechazó el informe de la ONU sobre la situación de los Derechos Humanos en Colombia, y anunció el fin de las funciones de la operación del Plan Nacional de Sustitución de Cultivos de Uso Ilícito por la Oficina de las Naciones Unidas contra la Droga y el Delito (UNODC). Durante el confinamiento por la pandemia COVID-19 decretado por el gobierno de Duque, la garantía de derechos se redujo, afectando especialmente a comunidades campesinas, adultos mayores y comunidades de escasos recursos.

## Denuncias de violación a los Derechos Humanos
Ahora bien, algunas Organizaciones No Gubernamentales (ONG) han asumido el papel de recoger y divulgar las diferentes denuncias sobre violaciones de los Derechos Humanos. Sin embargo, la magnitud de la población afectada es tal que gran parte de las violaciones no llegan a ser reconocidas institucionalmente y permanecen en la impunidad.  De igual forma, es necesario tener en cuenta que existe una disputa entre el gobierno colombiano y las ONG a la hora de sustentar la realidad del fenómeno. Es por eso que muchas ONGs y organizaciones sociales como la Fundación para la libertad de prensa, entre otras han acusado al gobierno y a los actores armados de persecución política.

## Reparación a las víctimas
La reparación a las víctimas en Colombia está a cargo de:
- Comisión Nacional de Reparación y Reconciliación conforme a la Ley 975 de 2005 o Ley de Justicia y Paz, con una vigencia de 8 años.[91][92]

- Unidad para la Atención y Reparación Integral a las Víctimas de acuerdo a la Ley de Víctimas y Restitución de Tierras (Ley 1448) de 2012. Esta entidad está encargada de la reparación integral,colectiva y el Sistema Nacional de Atención y Reparación Integral a las Víctimas[93]
- Jurisdicción Especial para la Paz Organismo de justicia transicional en Colombia, a partir del acto legislativo 01 de 2017, con una vigencia máxima de 20 años.[94]

## Memoria histórica
El 9 de abril (fecha del asesinato de Jorge Eliécer Gaitán, que dio inicio a las revueltas nacionales conocidas como el Bogotazo) fue destinado para conmemorar el "Día de la Memoria Histórica y Solidaridad con las Víctimas del Conflicto Armado", creando de paso el Centro Nacional de Memoria Histórica que, junto a otras entidades como ONG's, fundaciones, colectivos sociales, grupos de estudio, artistas y universidades, se han encargado de llevar a cabo un importante trabajo de memoria, reconocimiento, reivindicación de derechos y reconciliación en el marco del post-acuerdo con las FARC-EP. Sin embargo, desde su firma se han presentado masacres y violencia política contra civiles y miembros de grupos irregulares, además de constantes asesinatos y amenazas contra líderes y lideresas sociales y también contra desmovilizados de la otrora guerrilla de las FARC-EP.
A lo largo del conflicto armado colombiano se han producido protestas populares contra los hechos violentos causados por los diferentes actores del conflicto armado. Los más importantes han sido el Movimiento de la “Séptima papeleta” que en parte se le atribuyó el impulso para la creación de la Constitución de Colombia de 1991, el del Mandato por la Paz de 1997. A principios del siglo XXI se llevaron a cabo Homenaje a las víctimas del paramilitarismo, la parapolítica y los crímenes de Estado, Un millón de voces contra las FARC y el Gran Concierto por la Paz del 20 de julio de 2008.
El 27 de junio de 2019, se organizó una marcha en más de 100 ciudades de Colombia y del mundo (esta última, de colombianos radicados en el exterior) llamada "Marcha por la Vida", como rechazo a la presunta persecución al que están siendo sometidos los líderes sociales y a la poca voluntad del gobierno para evitar y combatir estos hechos.
La búsqueda de la verdad y la memoria histórica en Colombia ha estado a cargo de:
- Movimientos sociales, grupos de estudio académicos y universitarios, periodistas, etc.
- Área de Memoria Histórica (MH) es un grupo de investigación de la Comisión Nacional de Reparación y Reconciliación (CNRR) que tiene como objetivo elaborar y divulgar una narrativa sobre el conflicto armado en Colombia que identifique “las razones para el surgimiento y la evolución de los grupos armados ilegales” (Ley 975 de 2005).[100]
- Centro Nacional de Memoria Histórica creado por la Ley de Víctimas y Restitución de Tierras 1448 de 2011[101]
- Centro de Memoria, Paz y Reconciliación.
- Proyecto Colombia 2020 de El Espectador.

## Defensa de los Derechos Humanos en Colombia

### Defensores y organizaciones de defensa  de Derechos Humanos
- Colectivo de Abogados Jose Alvear Restrepo (CAJAR)
- Javier Giraldo
- Javier de Nicoló
- Jaime Garzón
- Berenice Celeita Alayon
- Gloria del Carmen Luna Rivillas
- Alba Teresa Higuera Buitrago
- María Ximena Figueroa Olaya
- Fundación Pares
- Fundación Alma Fuerte
- Fundación por la ideas para la paz
- Fundación para la libertad de prensa

### Grupos de Víctimas y grupos de defensa de los Derechos Humanos en Colombia
- Madres de Soacha (Mafapo) Madres víctimas de los falsos positivos.
- Movice (Movimiento de víctimas de crímenes de Estado).[102]
- Federación Nacional de Víctimas de las FARC
- Comité Permanente por la Defensa de los Derechos Humanos (CPDH)[103]
- Centro de Investigación y Educación Popular (Cinep)[104]
- Proyecto Colombia Nunca Más[105]
- Corporación Colectivo de Abogados Suyana[106]
- Comité de Derechos Humanos Joan Sebastian Tenorio - Barón Rojo Sur
- Colectivo de Abogados José Alvear Restrepo,[107] ).

- Comité Permanente Por la defensa de los derechos humanos en Colombia[108]
- Instituto de Estudios sobre Paz y Desarrollo (Indepaz)[109]
- Comité de Solidaridad con los Presos Políticos (CSPP)[110]